# Soběslav I van Bohemen
Soběslav I van Bohemen (circa 1075 - Hostinné, 14 februari 1140) was van 1125 tot 1140 hertog van Bohemen. Hij behoorde tot het huis der Přemysliden.

## Levensloop
Hij was de derde zoon van hertog Vratislav II van Bohemen, de eerste Boheemse hertog die zich koning mocht noemen, en diens derde vrouw Swatawa van Polen.
In 1107 werd Soběslav voor het eerst in de Boheemse geschriften vermeld. Dat jaar kwam hij met zijn oudste broer Bořivoj in opstand tegen hertog Svatopluk van Bohemen, een ver familielid van de broers. De opstand mislukte echter, waarna de broers vluchtten naar het hof van hertog Bolesław III van Polen, een neef van hun moeder. 
In 1109 sneuvelde Svatopluk in de slag bij Głogów. Vervolgens probeerde Bořivoj de Boheemse troon te bemachtigen, maar dit mislukte en Wladislaus I, de tweede zoon van het gezin, kreeg de Boheemse troon. Keizer Hendrik V van het Heilig Roomse Rijk kon vermijden dat er oorlog tussen Bořivoj en Wladislaus ontstond. Later verzoenden de twee broers zich. Soběslav zelf werd in 1115 benoemd tot hertog van Moravië-Znojmo, maar werd in 1123 ontslagen en verbannen toen de spanningen tussen zijn twee oudere broers opnieuw toenamen en hij de zijde van Bořivoj koos. 
Nadat zijn beide broers gestorven waren, werd Soběslav als laatst overgebleven zoon van hertog Vratislav II in 1125 de nieuwe hertog van Bohemen. Als hertog werd hij echter bestreden door Otto II van Olomouc, de jongere broer van Svatopluk. In zijn strijd werd Otto gesteund door Richeza van Berg, de weduwe van Wladislaus I, en keizer Lotharius III van het Heilig Roomse Rijk. Soběslav koos daarna de zijde van hertog Frederik II van Zwaben en diens broer Koenraad, die de verkiezing van Lotharius tot koning van Duitsland en Heilig Rooms keizer weigerden te aanvaarden. Op die manier hoopte hij om de Boheemse onafhankelijkheid te garanderen.
Soběslav verbande Otto II, waarna die naar het hof van Lotharius III trok. Lotharius verklaarde dat niemand hertog van Bohemen kon worden zonder zijn toestemming en startte een expeditie op naar Bohemen die Otto II op de troon moest brengen. Dit was gevaarlijk voor de belangen van de Boheemse adel, die massaal Soběslav steunde. Op 18 februari 1126 vochten Boheemse troepen tegen een gezamenlijke Duits-Moravische strijdmacht bij de Slag bij Chlumec, waarbij de Bohemen wonnen. Otto II sneuvelde op het slagveld, terwijl Lotharius werd gevangengenomen. Lotharius werd vrijgelaten nadat hij Soběslav erkende als hertog van Bohemen en Soběslav kreeg de heerschappij over Olomouc, dat hij tot aan zijn dood bleef regeren.
Zijn macht in Bohemen werd ondermijnd door zijn neef Brětislav, een zoon van zijn oudere halfbroer Břetislav II, die van 1092 tot 1100 hertog van Bohemen was. Brětislav was een tegenstander van Soběslav en had onder meer de steun van hertog Koenraad II van Znojmo en de bisschop van Praag, die een samenzwering voerden om Soběslav af te zetten. In 1130 werd de samenzwering ontdekt en bloederig neergeslagen. De aanhangers van Brětislav werden buiten schot gelaten, maar Brětislav zelf werd de ogen uitgestoken en korte tijd later vermoord. Toen zijn schoonbroer koning Béla II van Hongarije in 1131 aan de macht kwam, begonnen Hongarije en Bohemen een gewapend conflict tegen Bolesław III van Polen, aangezien die troonpretendent Boris Kalamanos van Hongarije steunde in zijn strijd tegen Béla II. 
Toen Koenraad III van Hohenstaufen, de jongere broer van Frederik II van Zwaben, in 1138 het Heilig Roomse Rijk overnam, trachtte die de relaties tussen Bohemen en Duitsland te verbeteren. Hij probeerde dat te doen door Bohemen enkele Duitse landgoederen te schenken, het hertogdom erfelijk te maken van vader op zoon en te garanderen dat hij Soběslavs oudste zoon Wladislaus steeds zou beschermen als die de Boheemse troon zou betreden.
In februari 1140 overleed Soběslav in het kasteel van Hostinné nadat hij zwaar ziek was geworden. De opvolging door zijn zoon mislukte en de nieuwe hertog van Bohemen werd Wladislaus II, een neef van Soběslav en zoon van de vroegere hertog Wladislaus I. 

## Huwelijk en nakomelingen
Rond het jaar 1123 huwde hij met Adelheid, de dochter van prins Álmos van Hongarije. Samen kregen ze minstens vijf kinderen:
- Wladislaus (gestorven in 1165), hertog van Olomouc, gehuwd met een dochter van Albrecht de Beer van Saksen.
- Maria (1124-1172)
- Soběslav II (1128-1180), hertog van Bohemen
- Oldřich II (1134-1177), hertog van Olomouc
- Wenceslaus II (1137-1192), hertog van Bohemen

## Voorouders
| Voorouders van Soběslav I van Bohemen | Voorouders van Soběslav I van Bohemen                                    | Voorouders van Soběslav I van Bohemen                                    | Voorouders van Soběslav I van Bohemen                                        | Voorouders van Soběslav I van Bohemen                                |
| ------------------------------------- | ------------------------------------------------------------------------ | ------------------------------------------------------------------------ | ---------------------------------------------------------------------------- | -------------------------------------------------------------------- |
| Overgrootouders                       | Oldřich van Bohemen (970-1034) ∞ Božena (-)                              | Hendrik van Schweinfurt (950-1017) ∞ Gerberga van Gleiberg (970-1036)    | Mieszko II Lambert van Polen (990-1034) ∞ Richeza van Lotharingen(1000-1063) | Vladimir van Kiev (956–1015) ∞ ? (-)                                 |
| Grootouders                           | Břetislav I van Bohemen (1002-1055) ∞ Judith van Schweinfurt (1003-1058) | Břetislav I van Bohemen (1002-1055) ∞ Judith van Schweinfurt (1003-1058) | Casimir I van Polen (1016-1058) ∞ Dobrognewa van Kiev (1012-1087)            | Casimir I van Polen (1016-1058) ∞ Dobrognewa van Kiev (1012-1087)    |
| Ouders                                | Vratislav II van Bohemen (1035-1092) ∞ Swatawa van Polen (1048-1126)     | Vratislav II van Bohemen (1035-1092) ∞ Swatawa van Polen (1048-1126)     | Vratislav II van Bohemen (1035-1092) ∞ Swatawa van Polen (1048-1126)         | Vratislav II van Bohemen (1035-1092) ∞ Swatawa van Polen (1048-1126) |
| Soběslav I van Bohemen (1075-1140)    |                                                                          |                                                                          |                                                                              |                                                                      |